# شاون وانگ
شاون وانگ (انگلیسی: Shawn Wong؛ زادهٔ ۱۹۴۹) نویسنده، ویراستار و استاد چینی آمریکایی است.

## زندگی‌نامه
نام کامل او شاون هسو وانگ است. او استاد زبان انگلیسی و یک نویسنده چینی آمریکایی است، مدیر بخش برنامه افتخارات دانشگاه از سال (۲۰۰۳–۲۰۰۶) بود، رئیس گروه انگلیسی از سال (۱۹۹۷–۲۰۰۲) و مدیر برنامه‌های نگارش خلاق از سال (۱۹۹۵–۱۹۹۷) بوده‌است، او از سال ۱۹۸۴ در سمت مدیریت برنامه‌های نگارش خلاق در دانشگاه واشینگتن خدمت کرده‌است. وانگ یکی از پیشگامان مطالعات آسیایی آمریکایی است. او مدرک کارشناسی خود را به زبان انگلیسی در سال (۱۹۷۱) از دانشگاه کالیفرنیا، برکلی گرفت و مدرک کارشناسی ارشد خود را با نوشتن یک پایان‌نامه خلاق از دانشگاه ایالتی سان فرانسیسکو در سال (۱۹۷۴) دریافت کرد.